# I Dig Everything
I Dig Everything è un brano musicale scritto dall'artista inglese David Bowie e pubblicato come 45 giri il 19 agosto 1966.
Fu il terzo e ultimo singolo inciso per la Pye Records, che dopo l'ennesimo insuccesso decise di rescindere il contratto con il cantante.

## Tracce
1. I Dig Everything (D. Bowie) - 2:45
2. I'm Not Losing Sleep (D. Bowie) - 2:52

## Formazione
- David Bowie - voce, chitarra
- Altri musicisti non resi noti

## Il brano
Sostenuta da un vivace accompagnamento di percussioni rudimentali e organo Hammond, I Dig Everything è una cinica celebrazione dell'ozioso stile di vita che caratterizzava la scena dei teenager londinesi della metà degli anni sessanta. Nel brano Bowie dipingeva se stesso come un outsider che, nonostante la giovane età e le ristrettezze economiche, riesce a trovare la bellezza in tutto ciò che vede intorno a sé e a capire l'importanza degli amici che ha:
Il tono scherzoso sottolinea una transizione tra lo stile R&B dei precedenti singoli di Bowie e le sue composizioni più peculiari del successivo "periodo Deram", in cui avrebbe continuato a svolgere il ruolo di reietto che rifiuta la cosiddetta "vita reale" preferendo rimanere ai margini della società.
Se Can't Help Thinking About Me rappresentava l'abbandono della provincia per Londra, con I Dig Everything il cantante si è ormai lasciato la famiglia e la vecchia vita alle spalle e si è inserito nella sua nuova vita: netturbini, poliziotti, una brutta camera, niente lavoro, la sua nuova cerchia di amici, e così via.

### Il lato B
I'm Not Losing Sleep rispecchia gli standard pop-rock del periodo, con un accenno alla hit Downtown di Petula Clark (soprattutto nel "too bad" cantato dal coro) e ai Rolling Stones («I can get my satisfaction, knowing you won't get reaction...»). Ancora una volta Bowie raccoglie un sacco di influenze musicali e in particolare si comincia a notare quella di Anthony Newley sul suo stile vocale, ancora più evidente nel suo primo album dell'anno successivo.
Nel brano il cantante si rivolge ad un amico che dopo aver fatto fortuna ha lasciato la vecchia banda per unirsi a persone di una classe socio-economica superiore, affermando di non invidiare affatto la sua ritrovata fortuna e ritenendosi pienamente soddisfatto della sua vita:
Questa sorta di lotta di classe raccontata da un "dandy di strada" è stata vista dal biografo Christopher Sandford come un'arguta stravaganza e l'inizio dello sviluppo di un talento per il kitsch. Secondo le parole di Sandford, gli spettacoli di Bowie in quel periodo si concludevano con You'll Never Walk Alone cantata «con pantaloni attillati e maglione, allargando le braccia come una visione di Judy Garland». I futuri travestimenti, da Ziggy Stardust al Duca Bianco, cominciavano ad essere visibili.

## Registrazione
Il demo di I Dig Everything venne registrato da Bowie ai Pye Studios di Londra il 6 giugno 1966 insieme a The Buzz, gruppo nel quale militava in questo periodo, una sezione fiati che includeva tra gli altri Andy Kirk, e le coriste Madeline Bell, Kiki Dee e Lesley Duncan. Il problema era che né la sezione fiati né le coriste avevano provato la canzone prima e Tony Hatch, che aveva prodotto i due singoli precedenti del cantante, non rimase convinto della bontà della performance. Derek Fearnley, bassista dei Buzz, ha ricordato in seguito: «L'arrangiamento non fu all'altezza. La sezione fiati era ok per la musica soul, ma non per quello che volevamo».
La settimana successiva il chitarrista John Hutchinson lasciò la band a causa di mancati pagamenti e il 5 luglio il produttore decise di escludere ciò che rimaneva dei Buzz dalla registrazione in studio e ingaggiare alcuni turnisti. «Non posso dire con certezza chi ha suonato per la registrazione», ricordava Hatch nel 1990, «ma in quei giorni per le sessioni "rock", assumevo sempre grandi musicisti come Jimmy Page, John McLaughlin, Jim Sullivan, Herbie Flowers...»

## Uscita e accoglienza
Un mese prima della pubblicazione il nuovo manager di Bowie, Kenneth Pitt, inviò una copia promozionale del 45 giri a Vicky Wickham del programma Ready Steady Go! di ITV. La copia venne rispedita al mittente pochi giorni dopo con una breve commento: «Molte grazie per il disco di David Bowie. Ci dispiace, ma ancora una volta non crediamo che sarà un successo».
Il singolo uscì il 19 agosto 1966 e si rivelò effettivamente l'ennesimo insuccesso commerciale, nonostante alcune recensioni incoraggianti su New Musical Express («Un altro disco perfetto per ballare») e su Disc & Music Echo («La sua voce si muove molto bene tra i cori»). Come risultato, a settembre Tony Hatch e la Pye liberarono Bowie dal suo contratto.

## I Dig Everythingdal vivo
David i Buzz continuarono ad eseguire I Dig Everything dal vivo fino alla dell'anno. Secondo il Kent Messenger, per l'esibizione del 26 agosto a Ramsgate la band utilizzò un nastro pre-registrato, con conseguenti problemi di sincronizzazione che resero la performance un disastro.
Dopo più di 30 anni il brano è stato riproposto il 19 giugno 2000 alla Roseland Ballroom di New York, durante un concerto riservato ai soli iscritti al sito ufficiale del cantante, e la settimana successiva al BBC Radio Theatre di Londra.

## Pubblicazioni successive
Nel 1972 I Dig Everything e I'm Not Losing Sleep vennero pubblicate di nuovo, rispettivamente in Spagna e nel Regno Unito, come lato B di Can't Help Thinking About Me.
Entrambi i brani si trovano nelle raccolte David Bowie: The Collection (1985), David Bowie 1966 (1987) e Early On (1964-1966) (1991), oltre che negli EP For the Collector Early David Bowie (1972), Don't Be Fooled by the Name (1981, uscito in Italia come Early Bowie) e nel box set I Dig Everything: The 1966 Pye Singles (1999).
Nei bootleg Still Hunky Dory e Toys From the Attic sono presenti le versioni live di I Dig Everything eseguite nel giugno 2000 alla Roseland Ballroom e alla BBC.
Una nuova versione di I Dig Everything venne registrata nel 2000 in previsione dell'inserimento nell'album Toy, ad oggi mai pubblicato.

## Cover
Una versione rivisitata di I Dig Everything venne eseguita nel periodo 1966-67 dal vivo dalla band scozzese 1-2-3, più tardi nota come Clouds. Nel 1994, parlando di questa versione David Bowie ha definito il tastierista della band Billy Ritchie un genio incompreso, sostenendo che nonostante fosse stato radicalmente cambiato, il brano «aveva mantenuto anima e cuore». Cover di I Dig Everything sono state eseguite anche dai Generation X nella raccolta Anthology (2003) e da The Great Imposters (col titolo I Dig Anything) nell'album tributo Dollars in Drag: A Tribute to David Bowie (1977), in cui è presente anche quella di I'm Not Losing Sleep.